# 小笠原宗長
小笠原 宗長（おがさわら むねなが）は、鎌倉時代後期の武将。

## 来歴
信濃国松尾に生まれる。弘安7年（1284年）1月11日に元服。永仁4年（1296年）8月18日、父・長氏より小笠原流の紛方の伝授を受けた。徳治2年（1307年）の「円覚寺毎月四日大斎番文」の四番に「小笠原孫次郎」が見え、『尊卑分脈』などから宗長のこととされている。元亨3年（1323年）2月15日に出家。元徳2年（1330年）9月6日、59歳で死去。

## 系譜
- 父：小笠原長氏
- 母：伴野長房娘
- 妻：中原経行娘
  - 男子：小笠原貞長
- 妻：赤沢政常娘
- 生母不明の子女
  - 男子：小笠原貞宗
  - 男子：宗隆
  - 女子：武田氏信室